# Кальта-Минар
Кальта́-Мина́р (узб. Kalta Minor) — не завершённый минарет в Хиве,  расположенный на территории цитадели Ичан-Кала. Находится справа от медресе Мухаммад Амин-хана, и иногда считается его частью.
Название Кальта́ мина́р переводится с узбекского языка как короткий минарет.

## История
Кальта-Минар был задуман ханом Хивинского ханства Мухаммад Амин-ханом как самый большой и высокий в мусульманском мире. По его плану, высота минарета должна была составить 70—80 метров, при резко уменьшающимся с высотой диаметре, что сделало бы минарет более прочным. Диаметр его основания составляет 14,2 метров.
Строительство началось в 1852 году, а в 1855 году, когда высота минарета достигла 29 метров, строительство было неожиданно прекращено. Согласно хивинскому историку и писателю Агахи, строительство не было закончено из-за смерти в 1855 году инициатора строительства — Мухаммад Амин-хана, который погиб во время битвы с туркменами близ Серахса.
В 1996—1997 годах в рамках масштабной кампании по реконструкции исторических архитектурных памятников Узбекистана, и по случаю 2500-летия города Хивы, минарет был капитально отреставрирован. Во время реставрации в частности были восстановлены уникальные узоры и надписи.
Кальта-Минар известен именно благодаря своей незавершенности, а также уникальному декору. Это — единственный минарет, полностью покрытый глазурованной плиткой и майоликой. В плитках доминируют темно-зелёный, синий и белый цвета, а некоторые узоры имеют бирюзовый цвет. На внешних стенах минарета имеются надписи письмом насталик, которое ныне используется только для персидского языка.

## Галерея

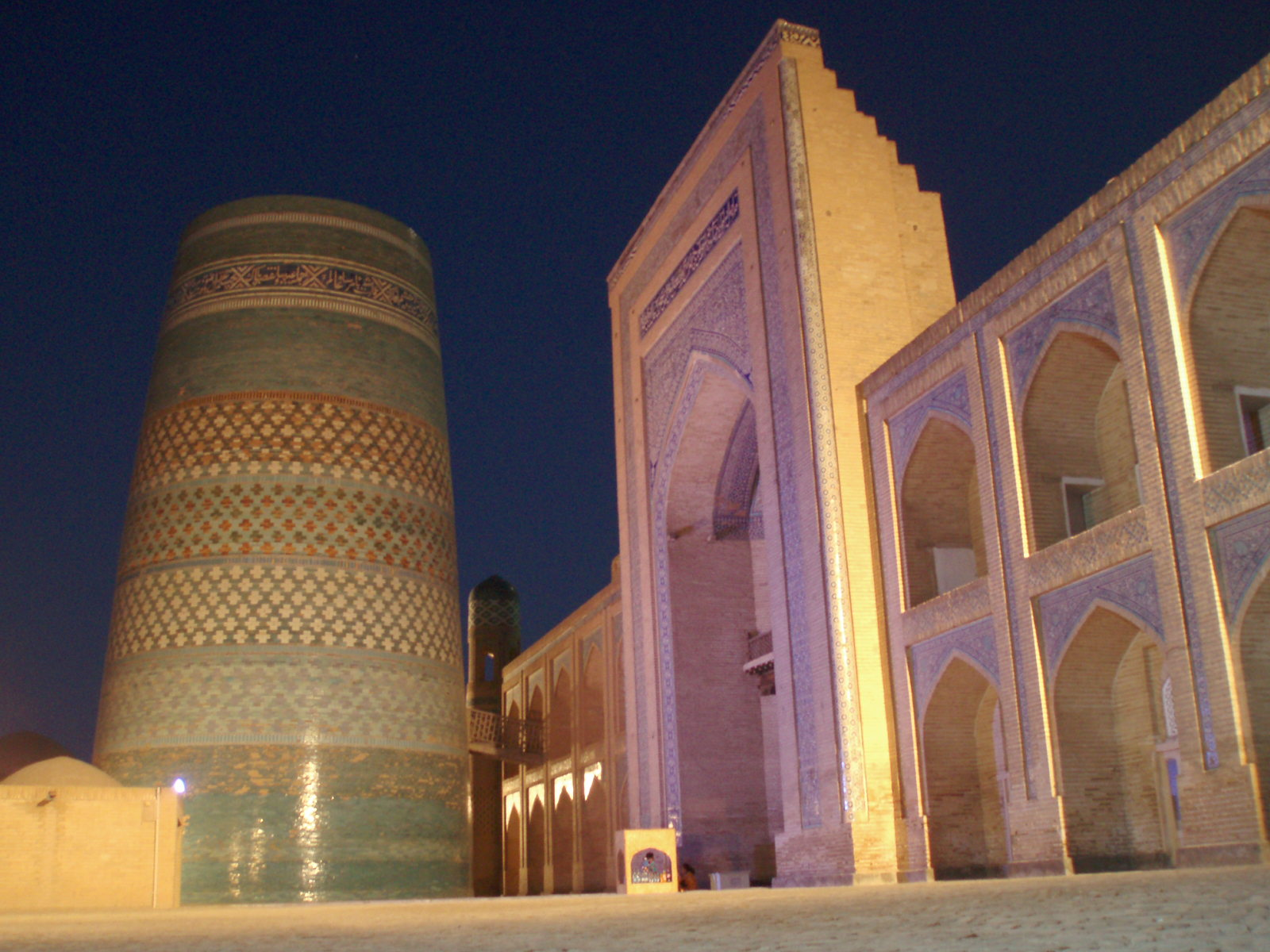
Кальта-Минар и медресе Мухаммад Амин-хана
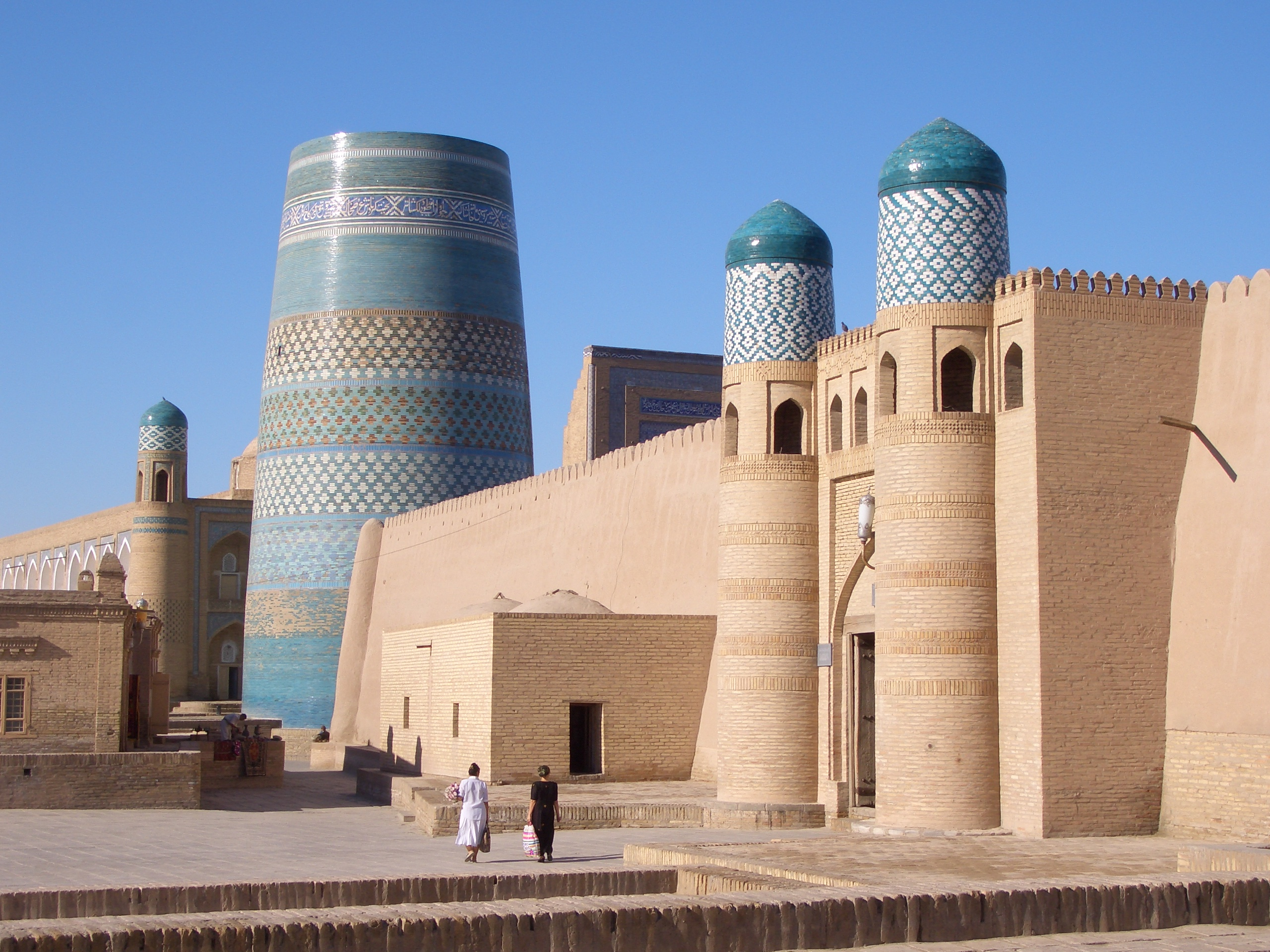
Вид на Кальта-Минар
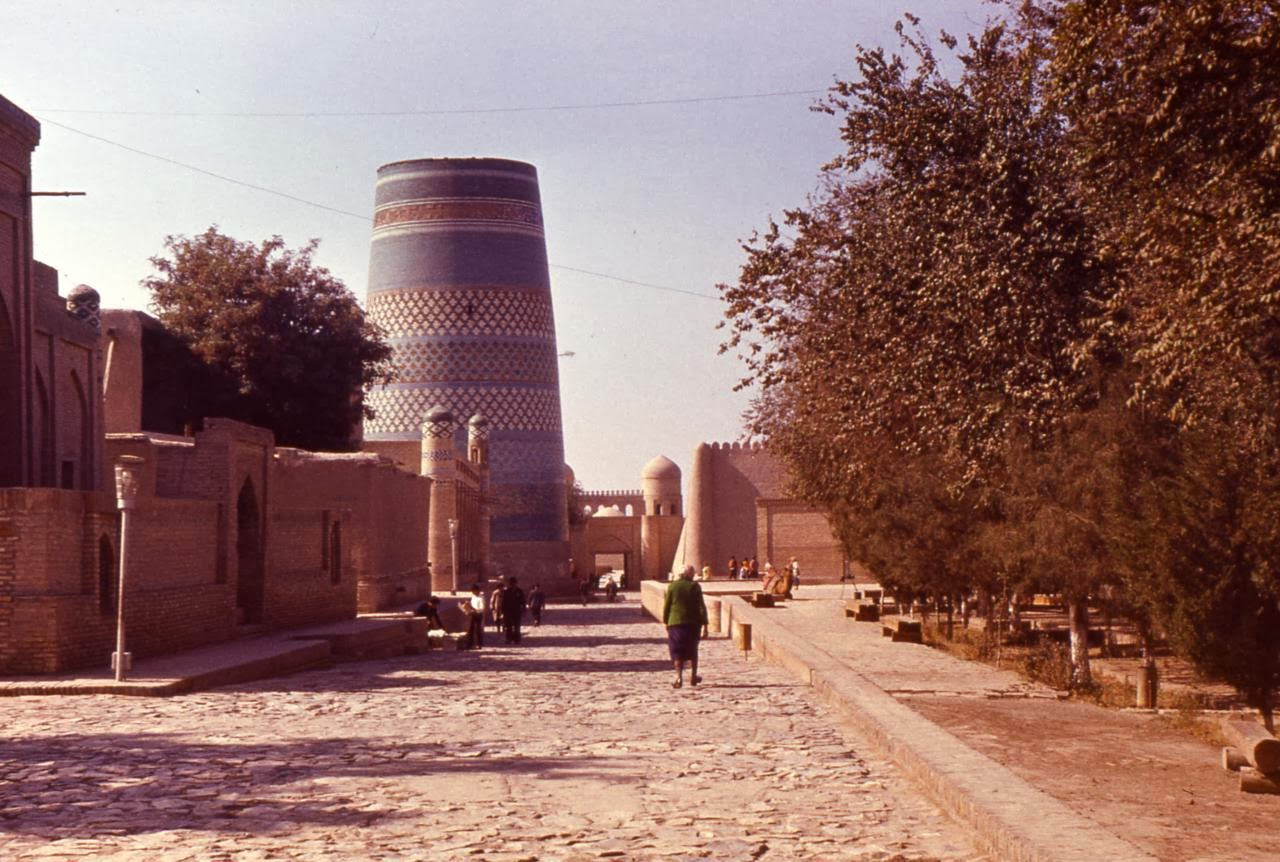
Минарет в 1984 году
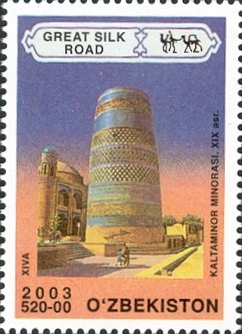
На почтовой марке Узбекистана 2003